# True Jackson
True Jackson (True Jackson, VP) est une série télévisée américaine en soixante épisodes de 23 minutes créée par Andy Gordon et diffusée entre le 8 novembre 2008 et le 20 août 2011 sur Nickelodeon.
En France, la série a été diffusée entre le 8 septembre 2010 et le 16 juin 2013 sur Nickelodeon France, à partir du 20 novembre 2014 sur Nickelodeon Teen et au Québec depuis le 17 juin 2013 sur VRAK.TV.

## Synopsis
À quinze ans, True Jackson (Keke Palmer) vend des sandwiches avec son ami Ryan dans le quartier de la mode à New York. Quand elle rencontre le couturier Max Madigan, fondateur et CEO de Mad Style, Max se rend compte du fait que les vêtements que True porte sont ses dessins ; mais True les avait modifié pour les adapter à ses propres goûts. Max aime le design modifié, et l'embauche comme vice-présidente de la mode jeunesse. True engage sa meilleure amie Lulu pour être son assistante. Avec Lulu et Ryan, True travaille du mieux qu'elle peut, malgré les différents obstacles tels que sa collègue Amanda, qui est moins enthousiaste de travailler avec un enfant. Mais la vérité est qu'elle est jalouse parce que Max accorde à True plus d'attention qu'à elle. True voit Amanda comme une icône de la mode et finalement, Amanda accepte de la reconnaître comme son égale.

## Distribution

### Acteurs principaux
- Keke Palmer (VF : Christine Pâris) : True Jackson
- Ashley Argota (VF : Olivia Dutron) : Lulu
- Matt Shively (VF : Jean-François Pagès) : Ryan Leslie Laserbeam
- Danielle Bisutti (en) (VF : Naïké Fauveau-Mellerin) : Amanda Cantwell
- Robbie Amell (VF : Benoît Du Pac) : Jimmy Madigan (récurrent saison 1 - principal saison 2 et 3)
- Ron Butler (en) (VF : Patrice Dozier) : Oscar (récurrent saison 1 - principal saison 2 et 3)
- Greg Proops (en) (VF : Philippe Roullier), : Max Madigan (saison 3, récurrent saisons 1 et 2)

### Acteurs récurrents
- Dan Kopelman (en) : Kopelman
- Jennette McCurdy : Pinky Turzo
- Trevor Brown (VF : Thierry Bourdon) : Mickey J
- Jordan Monaghan : Kelsey
- Joy Osmanski (en) : Ms. Patti Park
- Melanie Paxson (VF : Laura Pelerins) : Doris Madigan
- Taylor Parks : Shelly
- Stephen Hibbert : Hibbert
- Vincent Ventresca : Jeff Jamerson
- Jo-Anne Krupa : Ella

### Invités
- Pamela Adlon : Babs
- Dave Allen : Mitchell
- Craig Anton : Snackleberry
- Tim Bagley : Ed Wheeler
- Natasha Bedingfield : elle-même
- Justin Bieber : lui-même
- Jordan Black (en) : l'oncle Troy
- Samantha Boscarino : Carla Gustav
- Julie Bowen : Claire Underwood
- Laura Ashley Samuels (en) : Bijou Stinkbottom
- Yvette Nicole Brown : Coral Barns
- Care Bears on Fire (en) : eux-mêmes
- John Cena : lui-même
- Noah Crawford (en) : Stan
- Allie DeBerry : Cammy
- Fefe Dobson : elle-même
- Julia Duffy : Mme Watson
- Stephen Dunham (VF : Xavier Béja) : Chad Brackett
- Tiffany Espensen : Lulu jeune
- Kevin P. Farley : l'officier Jake Hooley
- Dave Foley : Ted Begley Jr.
- Vivica A. Fox : la mère de True
- Gage Golightly : Vanessa
- Ian Gomez : Jobi Castanueva
- Kelli Goss (en) : Monique
- Philip Baker Hall : M. Jenkins
- Rachael Harris : Kitty Monreaux
- David Anthony Higgins : Dave
- Victoria Justice (VF : Nathalie Bleynie) : Vivian
- Richard Karn : Marshal O'Dannon
- Tom Kenny : Bingo
- Nathan Kress : le prince Gabriel
- Emma Lockhart (en) : Callie
- Wendie Malick : Libby Gibbils
- J. P. Manoux : Snackleberry
- Laura Marano : Molly
- Tristin Mays : Hailey, une pom-pom girl
- Cymphonique Miller (en) : Bernie
- Oliver Muirhead (en) : Ian
- Arden Myrin : Jenna Lutrell
- Suzy Nakamura : Cricket
- Gail O'Grady : Sophie Girard
- Nick Palatas : Skeet
- Janel Parrish : Kyla
- Kelly Perine (en) : Larry Jackson, le père de True
- Jack Plotnick : Matsor LaRue
- Nathalia Ramos : Dakota North
- Italia Ricci : elle-même
- Andy Richter : Simon Christin
- Raini Rodriguez : Nina
- Travis Schuldt : Lance Whipple
- Kent Shocknek (en) : lui-même
- Ryan Sheckler : lui-même
- Willow Smith : True jeune
- Stefán Karl Stefánsson : Karl Gustav
- French Stewart : Donald le Delightful
- James Patrick Stuart : Burt Burlington
- Nicole Sullivan : Kreuftlva
- Sharon Tay (en) : elle-même
- Leon Thomas III : lui-même
- Bobb'e J. Thompson : Nate
- Stephen Tobolowsky : Lars Balthazar
- Paul F. Tompkins : Royce Bingham
- Julie Warner : Rose Pinchbinder
- Tyler James Williams : Justin Webber
- Tom Wilson : Benjamin Franklin

## Épisodes
| Saison | Épisodes | États-Unis        | États-Unis      | France           | France          |
| Saison | Épisodes | Début             | Fin             | Début            | Fin             |
| ------ | -------- | ----------------- | --------------- | ---------------- | --------------- |
| 1      | 27       | 8 novembre 2008   | 24 octobre 2009 | 8 septembre 2010 | 29 mai 2011     |
| 2      | 15       | 14 novembre 2009  | 7 août 2010     | 7 septembre 2011 | 7 juin 2012     |
| 3      | 14       | 11 septembre 2010 | 20 août 2011    | 5 septembre 2012 | 5 décembre 2012 |

### Saison 1 (2008-2009)
1. La nouvelle vice présidente (Pilot)
2. Lulu, t'es virée ! (Firing Lulu)
3. Babysitting de top model (Babysitting Dakota)
4. Ça roule pour Ryan (Ryan on Wheels)
5. Le petit-ami d'Amanda (Telling Amanda)
6. Le prototype (The Prototype)
7. Le bal des anciens (ReTruenion)
8. True met l'Islande à ses pieds (True Takes Iceland)
9. Max est amoureux (True Matchmaker)
10. Le rival (The Rival)
11. Les secrets (Company Retreat)
12. Dépenses excessives (Keeping tabs)
13. Tapis rouge (Red Carpet)
14. La journée à l'envers (Switcheroo)
15. Le tissu de Matouba (True Intrigue)
16. Les "pinks" débarquent ! (Amanda Hires a Pink)
17. Max, le mannequin (Max Mannequin)
18. Le nouvel assistant de True (True's New Assistant)
19. C'est la fête ! (House Party)
20. La rentrée (1/2) (Back to School)
21. La rentrée (2/2) (Testing True)
22. La fashion week (Fashion Week)
23. Le bal de dernière minute (True Crush)
24. L'arnaqueur (Hotshot)
25. Le mariage (The Wedding)
26. Danse avec moi (The Dance)

### Saison 2 (2009-2010)
1. Le rendez-vous amoureux de True (True Date)
2. La bibliothèque Hunky (The Hunky Librarian)
3. Sauver le Snackleberry (Saving Snackleberry)
4. La soirée pyjama (Pajama Party)
5. Le cadeau de la mode (The Gift)
6. Le royaume (True Royal)
7. True a peur (True Fear)
8. Le rejet (The Reject Room)
9. Mauvaise décision (Mission Gone Bad)
10. Perdus comme des français (Trapped in Paris)
11. J'ai chaud ! (Heatwave)
12. La magie (True Magic)

### Saison 3 (2010-2011)
1. True est une chanceuse (True Luck)
2. La pire place (The Fifth of Prankuary)
3. La mode du rock'n roll (Mad Rocks)
4. Le secret (True Secret)
5. L'élection (Class Election)
6. Le permis de conduire (True Drive)
7. C'est un désastre ! (True Disaster)
8. La célébrité monte a la tête (True Fame)
9. Le voyage (Field Trip)
10. Directrice pour un jour (Principal for a Day)
11. Exposition du centre commercial (True Mall)
12. Titre français inconnu (Ditch Day)
13. Le mystère péruvien (1/2) (Mystery in Peru (1/2))
14. Le mystère péruvien (2/2) (Mystery in Peru (2/2))

## Récompenses et nominations
| Année | Prix                        | Catégorie                                                                   | Travail Nommé                      | Résultat   |
| ----- | --------------------------- | --------------------------------------------------------------------------- | ---------------------------------- | ---------- |
| 2009  | NAACP Image Award           | Outstanding Children's Program                                              | True Jackson, VP                   | Nomination |
| 2009  | NAACP Image Award           | Outstanding Performance in a Youth/Children's Program - (Series or Special) | Keke Palmer                        | Lauréat    |
| 2009  | Casting Society of America  | Outstanding Achievement in Casting - Children's Series Programming          | Krisha Bullock & Harriet Greenspan | Nomination |
| 2009  | Gracie Allen Award          | Outstanding Adolescent Program                                              | True Jackson, VP                   | Lauréat    |
| 2010  | NAACP Image Award           | Outstanding Children's Program                                              | True Jackson, VP                   | Nomination |
| 2010  | NAACP Image Award           | Outstanding Performance in a Youth/Children's Program - (Series or Special) | Keke Palmer                        | Lauréat    |
| 2010  | Casting Society of America  | Outstanding Achievement in Casting - Children's Series Programming          | Harriet Greenspan                  | Lauréat    |
| 2010  | Kids' Choice Awards         | Favorite TV Actress                                                         | Keke Palmer                        | Nomination |
| 2010  | Writers Guild of America    | Children's Episodic & Specials, For the episode The Rival                   | Dan Kopelman                       | Nomination |
| 2011  | NAACP Image Award           | Outstanding Children's Program                                              | True Jackson, VP                   | Lauréat    |
| 2011  | NAACP Image Award           | Outstanding Performance in a Youth/Children's Program - (Series or Special) | Keke Palmer                        | Lauréat    |
| 2011  | Casting Society of America  | Outstanding Achievement in Casting - Children's Series Programming          | Harriet Greenspan                  | Nomination |
| 2011  | UK 2011 Kids' Choice Awards | Nick UK's Funniest Person                                                   | Matt Shively                       | Nomination |
| 2011  | Young Artist Awards         | Best Performance In A TV Series (Comedy or Drama) - Leading Young Actress   | Keke Palmer                        | Nomination |
| 2011  | Young Artist Awards         | Best Performance In A TV Series - Recurring Young Actress Ten and Under     | Ava Allan                          | Nomination |
| 2011  | Writers Guild of America    | Children's Episodic & Specials, For the episode True Magic                  | Andy Gordon                        | Nomination |
| 2012  | NAACP Image Awards          | Outstanding Performance in a Youth/Children's Program - (Series or Special) | Keke Palmer                        | Lauréat    |
| 2012  | Young Artist Awards         | Best Performance In A TV Series - Recurring Young Actress                   | Ava Allan                          | Nomination |